# Moschiano (console)
Flavio Moschiano (latino: Flavius Moschianus; fl. 512) è stato un politico bizantino.

## Biografia
Moschiano era figlio di un generale illirico, Sabiniano Magno; fece carriera divenendo console nel 512. Sposò una nipote dell'imperatore Anastasio I, da cui ebbe un figlio, il console dell'anno 518 Flavio Anastasio Paolo Probo Moschiano Probo Magno.